# Malleco (província)
Malleco é uma província do Chile localizada na região de Araucanía. Possui uma área de 13.433,3 km² e uma população de 201.615 habitantes (2002). Sua capital é a cidade de Angol. 

## Comunas
A província está dividida em 11 comunas:
- Angol
- Renaico
- Collipulli
- Lonquimay
- Curacautín
- Ercilla
- Victoria
- Traiguén
- Lumaco
- Purén
- Los Sauces